# 숙안공주묘
숙안공주묘는 대한민국 경기도 양평군 용문면 화전리에 있다. 1986년 5월 30일 양평군의 향토유적 제28호로 지정되었다.

## 개요
숙안공주의 묘는 부군 익평군과 합장묘로서 봉분의 높이는 1.7m, 상부는 장방원형으로 토축하였다. 묘 주위에는 곡장을 둘렀고, 묘 중앙에는 평상석, 향로, 그리고 좌우에는 망주석, 문인석을 각각 배치하였다. 묘의 좌측에 묘비가 세워져 있다. 묘비는 숙종 24년(1618)에 건립된 것으로, 비신 전면에는 박세당(朴世堂)이 찬(撰)한 비명이 '유명조선국성녹대부익 평군겸오위도총부도총 관홍공득기지묘 숙안공주부좌'(有明朝鮮國成祿大夫益 平君兼五衛都摠府都摠 管洪公得箕之墓 淑安公主부左)라고 종서되어 있다.

## 같이 보기
- 숙안공주